# Coppa Italia IBL 2016
La Coppa Italia di Italian Baseball League 2016 è stata la trentasettesima edizione del trofeo, la settima dopo l'introduzione del sistema delle franchigie.
Le squadre non qualificate per le semifinali dell'Italian Baseball League partecipano a un girone unico di sola andata, composto da tre squadre. La migliore delle tre (in questo caso Padova) si qualifica per le final four.
Alle final four partecipano rispettivamente la stessa Padova, San Marino e Nettuno (entrambe sconfitte nelle semifinali IBL) e Rimini (sconfitta nella finale IBL). Semifinali e finali vengono disputate con partite secche in un unico weekend allo Stadio dei Pirati di Rimini.
Con la vittoria in finale sul Nettuno Baseball City, la formazione riminese conquista anche il diritto a partecipare all'European Cup 2017.

## Prima fase
| Prima giornata |                 |           |
|                |                 | 30 luglio |
|                | Novara - Padova | 4-14, 2-7 |

| Seconda giornata |                |          |
|                  |                | 6 agosto |
|                  | Padova - Parma | 7-6, 3-2 |

| Terza giornata |                |               |
|                |                | 13 agosto     |
|                | Parma - Novara | non disputate |

### Classifica prima fase
|    | Classifica prima fase | PG | PV | PP | PCT   | PD  |
| -- | --------------------- | -- | -- | -- | ----- | --- |
| 1. | Tommasin Padova       | 4  | 4  | 0  | .1000 | 0.0 |
| 2. | Parma Baseball Club   | 2  | 0  | 2  | .000  | 3.0 |
| 3. | Novara Baseball       | 2  | 0  | 2  | .000  | 3.0 |

## Final four
|  | Semifinali            | Semifinali            | Semifinali            |                       |                 | Finale          | Finale | Finale |  |
|  |                       |                       |                       |                       |                 |                 |        |        |  |
|  | Rimini Baseball       | Rimini Baseball       | 8                     |                       |                 |                 |        |        |  |
|  | Rimini Baseball       | Rimini Baseball       | 8                     |                       |                 |                 |        |        |  |
|  | Tommasin Padova       | Tommasin Padova       | 2                     |                       |                 |                 |        |        |  |
|  | Tommasin Padova       | Tommasin Padova       | 2                     |                       | Rimini Baseball | Rimini Baseball | 10     |        |  |
|  |                       |                       |                       |                       | Rimini Baseball | Rimini Baseball | 10     |        |  |
|  |                       |                       | Angel Service Nettuno | Angel Service Nettuno | 3               |                 |        |        |  |
|  | Angel Service Nettuno | Angel Service Nettuno | Angel Service Nettuno | Angel Service Nettuno | 3               | 11              |        |        |  |
|  | Angel Service Nettuno | Angel Service Nettuno |                       |                       |                 |                 |        |        |  |
|  | T&A San Marino        | T&A San Marino        | 0                     |                       |                 |                 |        |        |  |

| Rimini 26 agosto 2016, ore 16:00 | Rimini Baseball | 8 – 2 referto | T&A San Marino | Stadio dei Pirati |

| Rimini 26 agosto 2016, ore 21:00 | Angel Service Nettuno | 11 – 0 referto | T&A San Marino | Stadio dei Pirati |

| Rimini 27 agosto 2016, ore 21:00 | Rimini Baseball | 10 – 3 referto | Angel Service Nettuno | Stadio dei Pirati |